# Kollegg
Kollegg ist ein Weiler und eine Katastralgemeinde in der Stadtgemeinde Sankt Andrä im Bezirk Wolfsberg in Kärnten mit 80 Einwohnern.

## Lage
Kollegg liegt am Fuß der Saualpe, drei Kilometer nordwestlich des Hauptorts Sankt Andrä.

## Kultur und Sehenswürdigkeiten

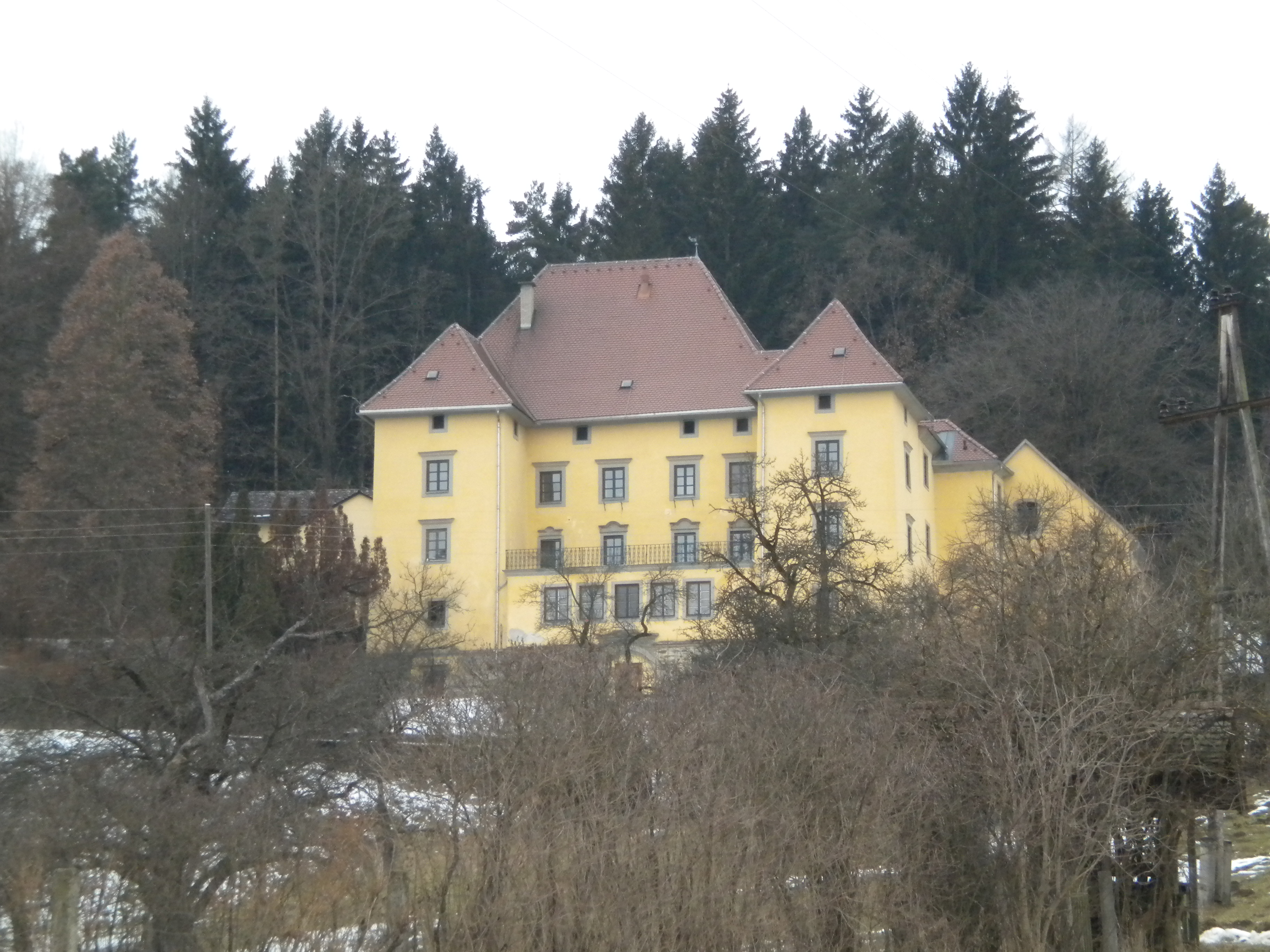
Schloss Kollegg

- Schloss Kollegg: Das Schloss war 1455 noch ein Bauernhof. Der jetzige, dreigeschoßige Bau mit rechteckigen Ecktürmen ist späteren Ursprungs. 1693 wurde das Gut an das Domstift St. Andrä verkauft. Am 3. Oktober 1930 bekam das Jesuitenkolleg St. Andrä das Schloss. 2012 wurde es an private Eigentümer verkauft.[1]

## Söhne und Töchter des Ortes
- Karl Pötsch (1823–1899), österreichischer Landwirt und Politiker